# Osterautal
Osterautal este o arie protejată (arie specială de conservare — SAC, sit de importanță comunitară — SCI) din Germania întinsă pe o suprafață de 320 ha, integral pe uscat.

## Localizare
Centrul sitului Osterautal este situat la coordonatele 53°57′00″N 10°01′19″E / 53.95°N 10.0219°E.

## Înființare
Situl Osterautal a fost declarat sit de importanță comunitară în august 2000 pentru a proteja 7 specii de animale. Situl a fost protejat și ca arie specială de conservare în ianuarie 2010.

## Biodiversitate
Situată în ecoregiunea atlantică, aria protejată conține 7 habitate naturale: Lacuri și iazuri distrofice naturale, Cursuri de apă de la nivel de câmpie la nivel montan, cu vegetație Ranunculion fluitantis și Callitricho-Batrachion, Mlaștini turboase de tranziție și turbării mișcătoare, Păduri de fag Luzulo-Fagetum, Păduri de fag Asperulo-Fagetum, Păduri acidofile de stejar bătrân cu Quercus robur pe câmpii nisipoase, Păduri aluvionare cu Alnus glutinosa și Fraxinus excelsior (Alno-Padion, Alnion incanae, Salicion albae).
La baza desemnării sitului se află mai multe specii protejate:
- păsări (2): pescăruș albastru (Alcedo atthis), Grus grus grus
- mamifere (2): vidră de râu (Lutra lutra), liliac cu urechi mari (Myotis bechsteinii)
- pești (3): Lampetra fluviatilis, cicar (Lampetra planeri), Petromyzon marinus

Pe lângă speciile protejate, pe teritoriul sitului au mai fost identificate 8 specii de mamifere.